# Organisation météorologique internationale
Ne doit pas être confondu avec l'Organisation météorologique mondiale, qui lui succéda.
Pour les articles homonymes, voir OMI.
L'Organisation météorologique internationale (OMI) est une organisation internationale décidée en 1873 et officiellement créée en 1879 pour l'échange des données météorologiques à travers le monde. Elle a été remplacée par l'Organisation météorologique mondiale (OMM) en 1951.

## Histoire
À la suite des développements dans le domaine de la météorologie au cours du XIXe siècle, Matthew Fontaine Maury de la US Navy travailla à convaincre les différents services météorologiques naissants de la nécessité d'une coopération internationale. Le 23 août 1853, la première réunion d'une telle organisation se tint à Bruxelles. On y retrouvait les représentants de dix pays : Belgique, Danemark, États-Unis, France, Grande-Bretagne, Norvège, Pays-Bas, Portugal, Russie et Suède. Le but principal était d'améliorer et de standardiser la prise des données météorologiques et océaniques.

### Fondation
Ce n'est cependant qu'en septembre 1873, à Vienne, lors du congrès météorologique international, qu'un comité météorologique permanent est créé avec Christoph Buys Ballot, directeur de l'Institut royal météorologique des Pays-Bas, comme président. Un des objectifs du comité était d'élaborer le règlement et les statuts d'une organisation météorologique internationale. La France n'a pas participé ni au Congrès de Vienne, ni à la réunion de sa préparation qui s'était tenue à Leipzig en 1872 à l'initiative des professeurs Bruhns, Jelinek et Wild.

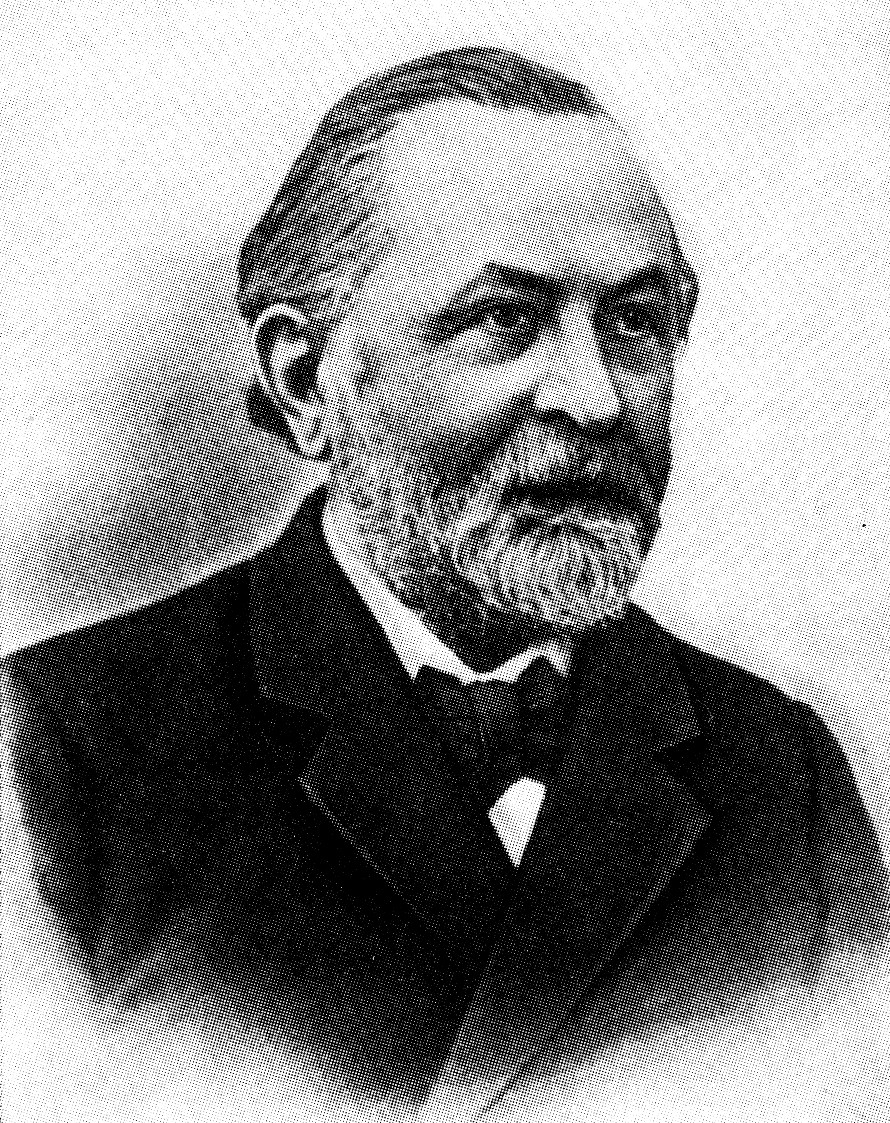
Heinrich von Wild

Le projet d'organisation a été finalisé à Utrecht en 1878 et, en 1879 à Rome, l'Organisation météorologique internationale (OMI) fut officiellement créée avec un comité météorologique international (CMI) qui se substitue au comité météorologique permanent. Le président du CMI est également président de l'OMI. Heinrich von Wild, directeur du service météorologique de Saint-Pétersbourg, est coopté par ses confrères pour assurer cette présidence. Robert Henry Scott du Met-Office en est le secrétaire.
Entre-temps, la France avait rejoint le processus et obtenu en 1878 que le directeur du Bureau central météorologique (BCM), Éleuthère Mascart, fasse partie du comité météorologique international. La proposition que l'OMI dispose de son propre secrétariat ne fut finalement pas retenue faute de financement. Par contre, les administrateurs ont aussi convenu de faire un effort de collaboration de recherche pour l'Année polaire internationale 1882-1883. Les premiers tableaux météorologiques internationaux furent publiés en 1889.
L'Organisation météorologique internationale est également un exemple illustrant le rôle des premières associations scientifiques internationales dans la création du Bureau international des poids et mesures. Ainsi, Heinrich von Wild son premier président est un des signataires au côté de Moritz von Jacobi et d'Otto Wilhelm von Struve du rapport de l'Académie des sciences de Saint-Pétersbourg,,. En 1869, cette dernière invite celle de Paris à une action commune en vue d'assurer, par des mesures appropriées, l'emploi universel des unités métriques dans tous les travaux scientifiques.

### Évolution
À la conférence des directeurs des services météorologiques à Munich en 1891, l'organisation se dota d'un Bureau exécutif, pour appuyer le travail du CMI. Des Conférences des directeurs pour prendre les décisions politiques sont décidées. Des commissions techniques sont mises en place. La première est celle du magnétisme terrestre et de l'électricité atmosphérique.
Si jusqu'en 1891, l'OMI était surtout composée d'Européens, à partir de la Conférence de Paris de 1896, il y eut toujours des météorologistes australiens, canadiens, japonais et américains parmi ses membres. Lors de cette Conférence de Paris, d'autres commissions sont créées : celle du rayonnement, ainsi que la commission pour l'aérostation scientifique. L'OMI approuva le premier Atlas international des nuages mais ne put financer sa publication faute de moyens propres.
En 1905, à la Conférence des directeurs à Innsbruck, Léon Teisserenc de Bort proposa un réseau de stations météorologiques mondial échangeant par télégraphe. Pour simplifier le projet, l'OMI décida que le réseau devrait recueillir, calculer et distribuer des moyennes mensuelles et annuelles pour la pression atmosphérique, la température et les précipitations à partir d'un échantillon de stations terrestres représentatives pour la base de données climatologiques mondiales. La norme fut établie à deux stations tous les dix degrés de latitude et de longitude. Ce réseau comprendra donc environ 500 stations terrestres entre 80 °N et 61 °S. Le premier ensemble de données annuelles, celui de 1911, fut publié en 1917.
En 1914, la présidence de l'OMI était assurée par Sir Napier Shaw du Met Office. La première guerre mondiale stoppa les échanges scientifiques. Dès 1919, Sir Napier Shaw veut les relancer en convoquant une Conférence des directeurs à Paris. L'enjeu est également de prendre en compte la montée en puissance de l'aviation et l'arrivée des premiers vols commerciaux et il s'agit de définir de voir comment l'OMI peut travailler avec la Commission internationale de navigation aérienne (CINA).

### Entre les deux guerres mondiales
Entre les deux guerres mondiales, il y eut, en plus de la Conférence de Paris, trois autres Conférences des directeurs : 1923 à Utrecht, 1929 à Copenhague et 1935 à Varsovie. L'OMI n'eut pas de secrétariat permanent jusqu'en 1926 et le budget annuel de celui-ci n'a jamais dépassé 20 000 USD. C'est à la Conférence de Copenhague que fut mise sur pied une commission technique pour climatologie qui a tenu une réunion à Innsbruck pour discuter de questions telles que la relation entre la météorologie dynamique et climatologie. Lors de sa réunion de 1934 à Wiesbaden, la commission désigna la période de trente ans de 1901 à 1930 comme période de référence pour les normales climatologiques à partir de laquelle se calculerait les fluctuations climatiques.
La question du statut de l'OMI est revenue très souvent lors des Conférences. L'OMI est en effet une organisation d'experts internationaux où la parole de chaque expert reflète sa position personnelle et non celle de son gouvernement. À Berlin, en 1939, les Allemands avaient insisté pour que l'OMI devienne une structure interétatique (projet de Berlin) mais la proposition n'avait pas été retenue en raison, notamment, de la forte opposition des Américains.

### Seconde Guerre mondiale et l'OMM
L'OMI a fonctionné au ralenti durant la Seconde Guerre mondiale, avec un secrétariat déménagé en urgence de De Bilt à Lausanne. La conférence des directeurs de 1946 a reconnu la nécessité d'une organisation soutenue par les gouvernements. Le passage à une nouvelle organisation s'est poursuivi lors de la Conférence de 1947 à Washington. Après ratification de la convention par tous les futurs États membres, l'Organisation météorologique mondiale est créée le 23 mars 1950. La nouvelle organisation est reconnue comme une institution spécialisée des Nations unies. Elle succède à l'OMI qui clôt sa dernière conférence à Paris le 17 mars 1951. Les membres de l'OMM sont les représentants des pays et non les services météorologiques des États-membres.

## Structure
Cette organisation était un regroupement des services météorologiques nationaux dont les membres était les directeurs de chacun des services.
Liste des présidents de la fondation à la dissolution :
- Christoph Buys Ballot (Pays-Bas), 1873-1879 (Président du comité préparatoire) ;
- Heinrich von Wild (Russie), 1879-1896 (Premier président officiel) ;
- Éleuthère Mascart (France), 1896-1907 ;
- William Napier Shaw (Royaume-Uni), 1907-1923 ;
- Ewoud van Everdingen (Pays-Bas), 1923-1935 ;
- Theodor Hesselberg (Norvège), 1935-1946 ;
- Nelson King Johnson (Royaume-Uni), 1946-1951.